# Chi Sắn
Chi Sắn (danh pháp khoa học: Manihot) là một chi thực vật có hoa trong họ Đại kích

## Các loài
Chi này gồm khoảng 100-110 loài như sau:
- Manihot aesculifolia (Kunth) Pohl
- Manihot alutacea D.J.Rogers & Appan
- Manihot angustiloba (Torr.) Müll.Arg. – Sắn lá hẹp
- Manihot anomala Pohl
- Manihot baccata Allem
- Manihot brachyloba Müll.Arg.
- Manihot caerulescens Pohl – Manicoba
- Manihot carthaginensis (Jacq.) Müll.Arg. - Mì cao su
- Manihot catingae Ule – Manicoba Brava
- Manihot chlorosticta Standl. & Goldman
- Manihot compositifolia Allem
- Manihot condensata D.J.Rogers & Appan
- Manihot davisiae Croizat – Sắn Arizona
- Manihot diamantinensis Allem
- Manihot dichotoma Ule – Cao su Manicoba
- Manihot esculenta Crantz – Sắn, khoai mì, củ mì, mì
- Manihot foetida (Kunth) Pohl
- Manihot gabrielensis Allem
- Manihot grahamii Hook. – Sắn Graham
- Manihot hilariana Baill.
- Manihot irwinii D.J.Rogers & Appan
- Manihot leptophylla Pax
- Manihot maracasensis Ule
- Manihot mossamedensis Taub.
- Manihot nogueirae Allem
- Manihot pentaphylla Pohl
- Manihot pruinosa Pohl
- Manihot quinqueloba Pohl
- Manihot quinquepartita Huber ex D.J.Rogers & Appan
- Manihot rhomboidea Müll.Arg.
- Manihot rubricaulis I.M.Johnst.
- Manihot sagittatopartita Pohl
- Manihot sparsifolia Pohl
- Manihot subspicata Rogers & Appan – Spiked Manihot
- Manihot tripartita (Spreng.) Müll.Arg.
- Manihot violacea Pohl
- Manihot walkerae Croizat – Sắn Walker[6][7]

## Hình ảnh

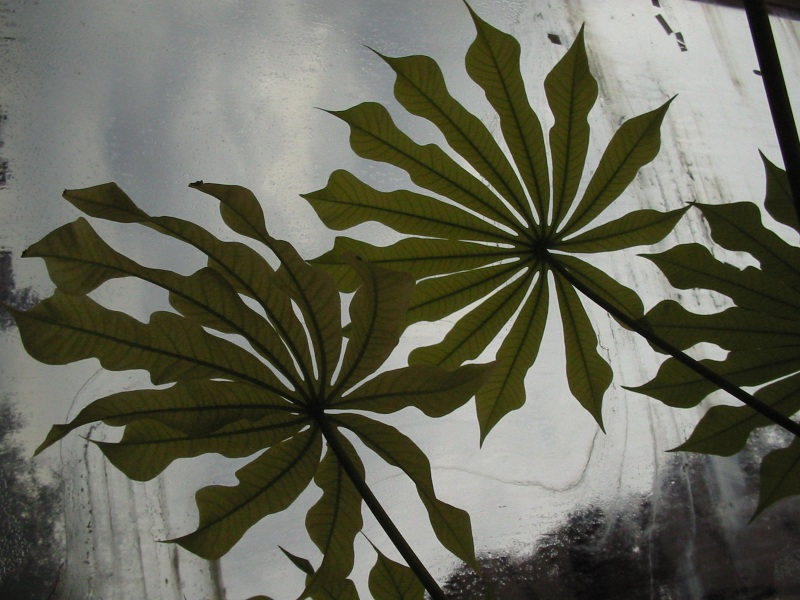
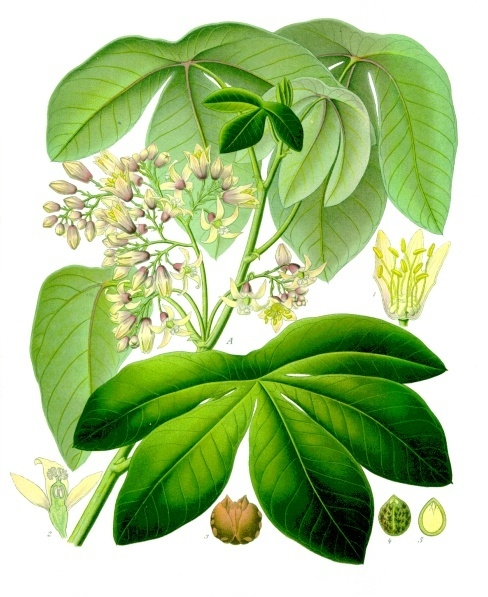
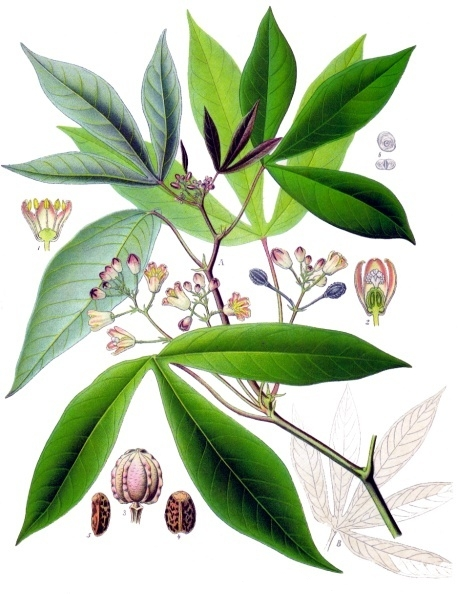
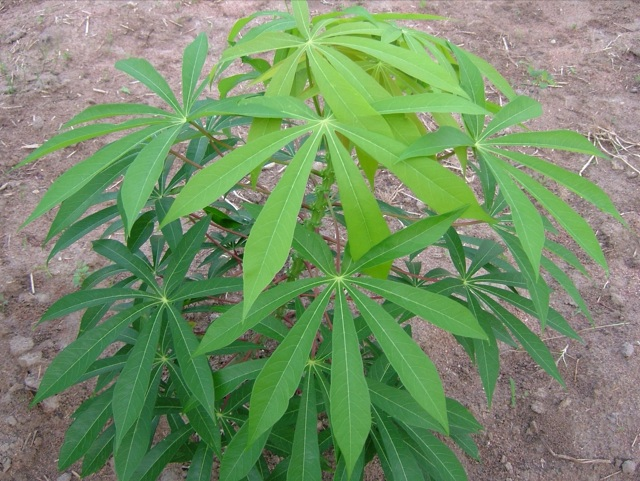